# Kaushambi (Distrikt)
Der Distrikt Kaushambi (Hindi कौशाम्बी जिला, Urdu ضلع کوشامبی) ist ein Distrikt im nordindischen Bundesstaat Uttar Pradesh. Verwaltungssitz ist die Stadt Manjhanpur.

## Geschichte
Der Distrikt entstand am 4. April 1997 aus Teilen des Distrikts Allahabad (seit 2018 Distrikt Prayagraj). 

## Bevölkerung
Die Einwohnerzahl lag beim Zensus 2011 bei 1.599.596. Die Bevölkerungswachstumsrate im Zeitraum von 2001 bis 2011 betrug 23,70 % und war damit sehr hoch. Kaushambi hatte ein Geschlechterverhältnis von 865 Frauen pro 1000 Männer und eine Alphabetisierungsrate von 61,28 %, eine Steigerung um knapp 15 Prozentpunkte gegenüber dem Jahr 2001. Knapp 86 % der Bevölkerung waren Hindus und ca. 14 % Muslime.
Die Urbanisierungsrate des Distrikts lag 2011 bei ca. 7,8 %.